# Toràs (Alt Loira)
Toràs (oficialment Thoras) és un municipi francès situat al departament de l'Alt Loira i a la regió d'Alvèrnia-Roine-Alps. L'any 2007 tenia 226 habitants.

## Demografia

### Població
El 2007 la població de fet de Toràs era de 226 persones. Hi havia 100 famílies de les quals 32 eren unipersonals (20 homes vivint sols i 12 dones vivint soles), 24 parelles sense fills, 28 parelles amb fills i 16 famílies monoparentals amb fills.
La població ha evolucionat segons el següent gràfic:
Habitants censats

### Habitatges
El 2007 hi havia 217 habitatges, 102 eren l'habitatge principal de la família, 73 eren segones residències i 42 estaven desocupats. 212 eren cases i 5 eren apartaments. Dels 102 habitatges principals, 92 estaven ocupats pels seus propietaris, 8 estaven llogats i ocupats pels llogaters i 2 estaven cedits a títol gratuït; 1 tenia una cambra, 2 en tenien dues, 16 en tenien tres, 33 en tenien quatre i 50 en tenien cinc o més. 78 habitatges disposaven pel capbaix d'una plaça de pàrquing. A 63 habitatges hi havia un automòbil i a 24 n'hi havia dos o més.

### Piràmide de població
La piràmide de població per edats i sexe el 2009 era:
| Homes | Edats   | Dones |
| ----- | ------- | ----- |
| 0     | 95 o +  | 0     |
| 0     | 90 a 94 | 8     |
| 4     | 85 a 89 | 0     |
| 0     | 80 a 84 | 8     |
| 28    | 75 a 79 | 8     |
| 16    | 70 a 74 | 16    |
| 12    | 65 a 69 | 12    |
| 4     | 60 a 64 | 4     |
| 8     | 55 a 59 | 4     |
| 8     | 50 a 54 | 12    |
| 4     | 45 a 49 | 8     |
| 8     | 40 a 44 | 8     |
| 4     | 35 a 39 | 4     |
| 16    | 30 a 34 | 4     |
| 12    | 25 a 29 | 4     |
| 20    | 20 a 24 | 4     |
| 8     | 15 a 19 | 8     |
| 0     | 10 a 14 | 8     |
| 4     | 5 a 9   | 4     |
| 8     | 0 a 4   | 0     |

## Economia
El 2007 la població en edat de treballar era de 138 persones, 101 eren actives i 37 eren inactives. De les 101 persones actives 96 estaven ocupades (57 homes i 39 dones) i 5 estaven aturades (1 home i 4 dones). De les 37 persones inactives 17 estaven jubilades, 7 estaven estudiant i 13 estaven classificades com a «altres inactius».

### Ingressos
El 2009 a Thoras hi havia 91 unitats fiscals que integraven 199 persones, la mediana anual d'ingressos fiscals per persona era de 9.249 €.

### Activitats econòmiques
Dels 6 establiments que hi havia el 2007, 1 era d'una empresa de fabricació d'altres productes industrials, 1 d'una empresa de comerç i reparació d'automòbils, 2 d'empreses d'hostatgeria i restauració, 1 d'una empresa financera i 1 d'una empresa de serveis.
Dels 2 establiments de servei als particulars que hi havia el 2009, 1 era un taller de reparació d'automòbils i de material agrícola i 1 restaurant.
L'any 2000 a Thoras hi havia 45 explotacions agrícoles que ocupaven un total de 2.214 hectàrees.

## Equipaments sanitaris i escolars
El 2009 hi havia una escola elemental.

## Poblacions més properes
El següent diagrama mostra les poblacions més properes.